# عنقون
عنقون (به عربی: عنقون) یک منطقهٔ مسکونی در لبنان است که در شهرستان صیدا واقع شده‌است.